# Lacanobia grisea
Lacanobia grisea är en fjärilsart som beskrevs av Barend J. Lempke 1964. Lacanobia grisea ingår i släktet Lacanobia och familjen nattflyn. Inga underarter finns listade i Catalogue of Life.